# Esther San Miguel
Esther San Miguel Busto (ur. 5 marca 1975 w Burgos) – hiszpańska judoczka, brązowa medalistka mistrzostw świata, dwukrotna mistrzyni Europy.
Największym sukcesem zawodniczki jest brązowy medal mistrzostw świata z Osaki w 2003 roku oraz dwa złote medale mistrzostw Europy z 1998 roku z Oviedo i 2009 roku z Tbilisi w kategorii do 78 kg. Startowała w igrzyskach olimpijskich w Pekinie, gdzie przegrała walkę o brązowy medal z Francuzką Stéphanie Possamaï.